# Rudi Horstmann
Rudi Horstmann (* 30. Juli 1922 in Bottrop; † 2. Februar 2004 in Saarbrücken) war ein deutscher Opernsänger, Operettenbuffo (Tenor), Komiker und Schauspieler.

## Leben
Am Anfang seiner beruflichen Laufbahn stand eine kaufmännische Ausbildung im elterlichen Malerbetrieb. Schon sehr früh zog es ihn zur Bühne und zur Sangeskunst. Die Konsequenz war ein Studium an der Folkwangschule in Essen. Die Studiengänge waren Gesang, Schauspiel und Regie. An der Musikhochschule in Köln legte er sein Staatsexamen ab.
Anschließend folgten Bühnenengagements an verschiedenen Theatern wie Wuppertal, Essen, Hanau und Trier. Zahlreiche Tourneen unternahm er mit der Opernbühne Rösler (München) nach Deutschland und Österreich sowie in die Schweiz. Seit 1957 begann sein längstes Engagement am Stadttheater Saarbrücken, an dem er bis zu seinem Tod künstlerisch tätig war.

## Rezeption
Horstmann beherrschte 135 Partien und absolvierte mehr als 4000 Vorstellungen in seinem Künstlerleben. Auch nach seinem Rentenbeginn war er mit Jahresengagements am Saarländischen Staatstheater tätig. Er übernahm u. a. Rollen in der Rocky Horror Show (Richard O’Brien), Cyrano de Bergerac (Edmond Rostand), Der Bettelstudent (Karl Millöcker), Wiener Blut (Johann Strauss (Sohn)) und Paradise of Pain (Florian K. Shantin). Aber auch in Der aufhaltsame Aufstieg des Arturo Ui (Bertolt Brecht) oder Die verkaufte Braut (Bedřich Smetana) war er erfolgreich. Kurz vor seinem für alle unerwartetem Tod stand sein letzter Auftritt am 31. Dezember 2003 in Les Misérables (Claude-Michel Schönberg).

## Rollen (Auswahl)
- Joaquino – Fidelio (Ludwig van Beethoven)
- Tassilo – Die lustige Witwe (Franz Lehár)
- Czupan – Der Zigeunerbaron (Johann Strauss (Sohn))
- Frosch – Die Fledermaus (Johann Strauss (Sohn))
- Georges – Ein Käfig voller Narren (Jean Poiret)

## Auszeichnungen und Ehrungen
- 1996: 50-jähriges Bühnenjubiläum
- 1996: Ernennung zum Kammersänger
- Ehrenmitglied des Saarländischen Staatstheaters
- Goldene Anstecknadel der Genossenschaft Deutscher Bühnen-Angehöriger

| Personendaten    | Personendaten                                                           |
| ---------------- | ----------------------------------------------------------------------- |
| NAME             | Horstmann, Rudi                                                         |
| KURZBESCHREIBUNG | deutscher Opernsänger, Operettenbuffo (Tenor), Komiker und Schauspieler |
| GEBURTSDATUM     | 30. Juli 1922                                                           |
| GEBURTSORT       | Bottrop                                                                 |
| STERBEDATUM      | 2. Februar 2004                                                         |
| STERBEORT        | Saarbrücken                                                             |